# Castell de Palau-saverdera
El Castell de Palau-saverdera és un castell del segle xv del municipi de Palau-saverdera (Alt Empordà) declarat bé cultural d'interès nacional.
Està situat al nucli antic de la població delimitat per la plaça Major, el rec de Sant Onofre i el carrer de Puigmal.
Va ser construït durant el segle xv per la família Vilamarí, en substitució d'un castell més antic. Actualment es conserva part del recinte emmurallat i de les torres angulars, dues de planta cilíndrica i una de planta quadrada, denominada Torre de les Hores. Té estructura atalussada i va ser utilitzat com a presó i com a torre de guaita. En un costat hi ha l'escut dels Vilarig, senyors del castell durant el segle xvi.

## Descripció
Es conserven tres de les quatre torres cantoneres que delimitaven el perímetre del recinte fortificat, el qual era rectangular. La més destacable és la torre de les Hores, de planta quadrada i bastida amb pedra sense desbastar (granit i pissarra) lligada amb morter, amb les filades totalment irregulars. La torre mesura uns catorze metres d'alçada per uns quatre metres i mig d'amplada, i es troba una mica atalussada a la part inferior. El coronament, refet amb posterioritat, es troba emmerletat i acabat amb rajols de maó plans. Alguns merlets estan bastits en pedra, mentre que d'altres han estat restituïts i arrebossats. Actualment, en aquest espai s'ubica la campana del rellotge. A la façana que dona a la plaça, la torre té una petita porta d'arc escarser, amb la llinda bastida amb còdols disposats a sardinell i un rellotge emmarcat a la part superior de la façana. En canvi, a la façana sud només hi ha una petita finestra d'obertura quadrada.
La torre té adossat per la banda est un petit cos bastit amb pedra i amb la coberta a un vessant de teula. Es troba alineat amb la façana est de la torre i l'única obertura present és una finestra d'obertura rectangular, probablement posterior, amb els brancals i la llinda bastits amb maons a cantell. Aquest petit cos està adossat a la part davantera d'una llarga crugia de planta rectangular, amb la coberta a dues vessants de teula, disposada a la part posterior de la torre. La façana que dona al rec es troba arrebossada i pintada de blanc. Destaquen les obertures de la primera planta, totes rectangulars i amb guardapols motllurat sostingut per mènsules. La porta té sortida a un balcó corregut amb barana de ferro i pis sostingut per revoltons. A la façana oest es localitza una de les torres circulars del recinte, bastida amb pedra i coberta amb teulada a un vessant de teula. A la façana que dona a la plaça, amb parament de pedra vista, l'edifici conserva una finestra d'obertura quadrada amb llinda de pedra i, a la cantonada est, l'escut de pedra dels Vilarig.
L'altra torre circular està ubicada més a l'oest, amb accés des del carrer Puigmal número 2 i compta amb les mateixes característiques constructives que l'anterior. Les tres torres, juntament amb els edificis que actualment les uneixen, formen un recinte més o menys rectangular, que probablement correspon a la mateixa planta original del castell. L'actual façana a la plaça Major es troba absolutament transformada pels edificis construïts a mitjan segle xx.
L'escut heràldic present a la façana de la plaça es troba esculpit en pedra calcària i representa l'emblema dels Vilarig. Hi ha representat un escut de set faixes en ziga-zaga, acompanyat per un cavaller amb elm envoltat de motius ornamentals, en relleu.

## Història
El castell es va bastir a principis del segle xv durant el mandat dels Vilamarí, per substituir l'antic castell ubicat entre el carrer del Rall i can Mericano, encara que la Torre de les Hores ja existia prèviament donat que possiblement formava part de la primitiva xarxa defensiva. L'any 1411, quan Ramon Sagarriga n'era el propietari, fou ocupat per l'exèrcit de Joan de Vilamarí. El 1462 el castell albergà tota la població local per tal de protegir-los durant el setge esdevingut a la Guerra civil catalana.
Els Vilarig accediren al domini del castell de Palau-saverdera a mitjan segle xvi, no se sap per quin camí. S'hi troba com a senyor a Jofre de Vilarig i de Setantí, baró de Siurana i cavaller de l'ordre de Santiago, que testà l'any 1557 a favor del seu fill Francesc. La seva neta Isabel de Vilarig-Cruïlles i de Sinisterra, que testà el 1614, es casà amb Francesc de Lanuza-Montbui i de Grimau, baró de Monbui i de Llers i senyor de Ceret.
Al voltant de l'inici del segle xvii, el castell va ser arrendat a diferents masovers, assegurant-se així tant el profit econòmic com la conservació de l'immoble. Durant aquest període es varen introduir diverses reformes de l'edifici com la disminució de l'alçada de les dues torres circulars bastint una teulada i evolucionant una cap a un paller i l'altra a cambra. D'altra banda la torre de llevant ja havia estat enderrocada prèviament. Altres parts de l'edifici, com és el cas de la presó, van continuar tenint ús fins al segle xix.
L'any 1845, l'heretat del castell passà a mans de Ramon Viussà, veí de Montmajor, al terme de Sant Joan de Closes. L'any 1912 va ser adquirit per Isidre Paltrer Noy, un palauenc dedicat a la docència a Girona. Set anys més tard va ser comprat per Tomàs Corcoll Vehí, nascut al mas Ventós i marit de Rosa Turró Parxés. Donat que aquest matrimoni no tingué descendència fou heretat pel Dr. Roca, metge local a Palau.